# Episodi di Zero Hour
La prima ed unica stagione della serie televisiva Zero Hour viene trasmessa negli Stati Uniti dall'emittente ABC dal 14 febbraio 2013. La serie è stata cancellata e rimossa dai palinsesti dopo soli tre episodi trasmessi; la trasmissione degli episodi rimanenti già prodotti viene poi pianificata a partire dal 15 giugno al 3 agosto 2013.
In Italia, la stagione è andata in onda in prima visione sul canale satellitare Fox dal 19 giugno al 24 luglio 2013.
| nº | Titolo originale | Titolo italiano      | Prima TV USA     | Prima TV Italia |
| -- | ---------------- | -------------------- | ---------------- | --------------- |
| 1  | Strike           | L'attacco            | 14 febbraio 2013 | 19 giugno 2013  |
| 2  | Face             | L'angelo della morte | 21 febbraio 2013 | 19 giugno 2013  |
| 3  | Pendulum         | Pendulum             | 28 febbraio 2013 | 26 giugno 2013  |
| 4  | Chain            | La catena            | 15 giugno 2013   | 26 giugno 2013  |
| 5  | Suspension       | L'ospedale           | 15 giugno 2013   | 3 luglio 2013   |
| 6  | Weight           | Peso                 | 22 giugno 2013   | 3 luglio 2013   |
| 7  | Sync             | Sincronia            | 29 giugno 2013   | 10 luglio 2013  |
| 8  | Winding          | Carica               | 6 luglio 2013    | 10 luglio 2013  |
| 9  | Balance          | Bilanciere           | 13 luglio 2013   | 17 luglio 2013  |
| 10 | Escapement       | Scappamento          | 20 luglio 2013   | 17 luglio 2013  |
| 11 | Hands            | Lancette             | 27 luglio 2013   | 24 luglio 2013  |
| 12 | Ratchet          | Nottolino            | 3 agosto 2013    | 24 luglio 2013  |
| 13 | Spring           | Molla                | 3 agosto 2013    | 24 luglio 2013  |